# 張德淵
张德渊（1872年—1911年），张明毅第四子，字龙启，号云墀，又号筠持。江西萍鄉甘高屋场生人，清末官员。

## 生平
清优禀生，光绪十九年（1893年）中癸巳科第三名举人，二十四年（1898年）中戊戌科三甲进士，花翎三品衔，同年五月，授候補知府。最初任职中书院，光绪二十九年（1903年），广西太平知府谭国恩因故未到任，后以张德渊代之，光绪三十三年（1907年），因安抚张鸣岐边防案有功，褒奖二品衔，以道员在任候补，并署太平思顺兵备道、镇南关监督，总理全边营务处。宣统二年十二月十八日（1911年1月18日）调代梧州知府，特授泗城知府。诰授通议大夫，晋授资政大夫。
张德渊在广西任职期间，革弊兴利，悉中肯綮，免除常例，兴办实业。设讲习所，教染织造纸之术；置查验所，除拐卖佣工之弊。在与已成为法属殖民地的安南（今越南）的勘界纠纷中，张德渊刚柔并济，寸土不让，“外夷皆敬惮之”。在查堵私盐贩运中，多次照会法国驻龙州领事伯乐福，促使法国公使向清政府提交了《越盐借道中国运输章程》，维护了国家主权。宣统三年（1911年），张德渊忧劳成疾，逝于任所。其自挽联云：庸医杀人，庸臣误国；思亲万里，思君九重。

## 著作
张德渊沈重寡言笑，好读书，有大志。年未冠，博览经史百家，下笔洋洋数千言。赋性诚挚，与人交，出肝胆相示；遇急难事，救之唯恐不及。著有《西征纪程》一卷，《筹边刍议》一卷。

## 親屬
妻陈淑芳，1961年九十而终，育有三子五女。